# Niels Raaijmakers
Niels Raaijmakers (Eindhoven, 16 januari 2000) is een Nederlands voetballer die als verdediger voor PSV/av speelt.

## Carrière
Niels Raaijmakers speelde in de jeugd van VV WODAN, Willem II en FC Eindhoven. In het seizoen 2017/18 zat hij één wedstrijd op de bank bij het eerste elftal van FC Eindhoven. Hij debuteerde in het seizoen 2018/19, in de met 0-2 verloren thuiswedstrijd tegen Almere City FC. Hij kwam in de 90+1e minuut in het veld voor Charni Ekangamene. Hij speelde elf competitiewedstrijden en een bekerwedstrijd voor Eindhoven. In 2020 vertrok hij naar PSV/av, de amateurtak van PSV.

### Statistieken
| Seizoen                        | Club           | Land           | Competitie     | Competitie | Competitie | Beker | Beker | Totaal | Totaal |
| Seizoen                        | Club           | Land           | Competitie     | Wed.       | Dlp.       | Wed.  | Dlp.  | Wed.   | Dlp.   |
| ------------------------------ | -------------- | -------------- | -------------- | ---------- | ---------- | ----- | ----- | ------ | ------ |
| 2017/18                        | FC Eindhoven   | Nederland      | Eerste divisie | 0          | 0          | 0     | 0     | 0      | 0      |
| 2018/19                        | FC Eindhoven   | Nederland      | Eerste divisie | 11         | 0          | 1     | 0     | 12     | 0      |
| 2019/20                        | FC Eindhoven   | Nederland      | Eerste divisie | 0          | 0          | 0     | 0     | 0      | 0      |
| Carrièretotaal                 | Carrièretotaal | Carrièretotaal | Carrièretotaal | 11         | 0          | 1     | 0     | 12     | 0      |
| Bijgewerkt op 2 september 2018 |                |                |                |            |            |       |       |        |        |